# Championnat de Finlande de hockey sur glace 1937-1938
Saison précédente Saison suivante
La saison 1937-1938 est la dixième saison de la SM-sarja.
L'Ilves Tampere remporte le 10e titre de champion de Finlande en terminant à la première place du classement.

## Déroulement

### Classement
| Clt   | Équipe        | PJ | V | D | N | BP | BC | Diff | Pts |
| ----- | ------------- | -- | - | - | - | -- | -- | ---- | --- |
| +001, | Ilves Tampere | 4  | 4 | 0 | 0 | 14 | 5  | +9   | 8   |
| +002, | HJK Helsinki  | 4  | 3 | 0 | 1 | 12 | 7  | +5   | 6   |
| +003, | KIF Helsinki  | 4  | 2 | 0 | 2 | 11 | 12 | -1   | 4   |
| +004, | Åbo IFK       | 4  | 0 | 1 | 3 | 4  | 10 | -6   | 1   |
| +005, | Riento Turku  | 4  | 0 | 1 | 3 | 3  | 10 | -7   | 1   |

- Champion de Finlande
- Barrage de promotion-relégation
- Relégué en I-divisionna

### Meilleurs pointeurs
Cette section présente les meilleurs pointeurs de la saison.
| Clt | Joueur           | Équipe        | PJ | B | A | Pts | Pun |
| --- | ---------------- | ------------- | -- | - | - | --- | --- |
| 1   | Matti Wasama     | Ilves Tampere | 4  | 5 | 2 | 7   | 0   |
| 2   | Risto Tiitola    | Ilves Tampere | 4  | 2 | 2 | 4   | 0   |
| 3   | Holger Granström | KIF Helsinki  | 4  | 3 | 0 | 3   | 0   |
| 4   | Jussi Tiitola    | Ilves Tampere | 4  | 2 | 1 | 3   | 0   |
| 5   | Erkki Rintala    | Ilves Tampere | 4  | 2 | 1 | 3   | 0   |